# Ласкариду, София
 София Ласкариду  (греч. Σοφία Λασκαρίδου; 1882, Афины — 13 ноября 1965, Афины) — греческая художница и феминистка XX века. Первая женщина, поступившая в Афинскую школу изящных искусств. Является прототипом героини одноимённой пьесы греческого писателя Григориоса Ксенопулоса, Стеллы Виоланти.

## Семья
София Ласкариду родилась в 1882 году в Афинах в богатой, сколь и известной в греческой столице семье. Её отец, богатый лондонский коммерсант Ласкарис Ласкаридис, происходил из Трапезунда и его семейные корни восходили к византийской династии Ласкарисов. Под родовым гербом Ласкаридиса была написана фраза «после мрака надеюсь на свет» (греч.  μετά σκότους ελπίζω φως ). Отец учился в Париже и Лондоне и был действительно человеком прогрессивным и просвещённым. Ласкаридис был учеником и последователем греческого просветителя и философа Теофила Каириса. Мать, Екатерина Ласкариди (девичья фамилия Христоману), родилась в Вене, но происходила из населённого тогда греками, а ныне болгарского, города Мелник и приходилась сестрой Анастасию Христоманοсу, профессору химии в университетах Вены и Москвы и основателю государственной лаборатории Афин.
Мать выросла в Вене. По приезде в Грецию и в возрасте 17 лет вышла замуж за Ласкаридиса. Екатерина Ласкариди отмечена в истории греческого образования как организатор школы для барышень (1864) и последовательница педагогических идей Фридриха Фрёбеля, потратившая всё своё состояние на внедрение в Греции педагогических методов Фрёбеля. Екатерина Ласкариди, следуя идеям своего учителя, создала детский сад (1897) и написала ряд детских и педагогических книг. У четы Ласкаридисов было 3 дочери: Мельпомена, София и Ирина. Ирина в дальнейшем посвятила себя образованию слепых в Греции. В 1887 году Ласкаридис купил усадьбу в с домом в загородном тогда пригороде Калитея на берегу речки Илиссос. Если сегодня это самый густонаселённый район больших Афин, то в те годы Калитея была излюбленным местом отдыха афинской аристократии. В доме часто гостило афинское высокое общество. В числе гостей были Георг I (король Греции) и члены королевской семьи были частыми гостями дома.

## София
София проявила свой талант ещё в детстве, писала картины непрерывно и в 14 лет организовала свою первую выставку в здании «Общества любителей искусств». Её многочасовые и многокилометровые походы с мольбертом, в одиночку, вынудили отца вручить ей револьвер для самообороны. Некоторые её биографы так и описывают её, как даму « с револьвером в одной руке и кистью в другой». В 1900 году София совершила шестимесячную учебную поездку за границу. Посещала галереи, уроки живописи в Академии Жюлиана, в ателье Жана-Жозефа Бенжамена и Жан-Поля Лорана. После смерти отца София записалась в художественную «Школу госпож Общества любителей искусств». Но уровень этой школы не удовлетворял её и София стала искать возможность поступить в Афинскую школу изящных искусств. Первой женщине, попытавшейся поступить в «Школу», Талии Флора, консервативное правление отказало только по причине её пола. В 1901 году, на аудиенции у короля Георга I, София попросила его вмешательство. Но только в 1903 году ей было разрешено поступить в «Школу», что вызвало негативную реакцию консервативных кругов общества и её сокурсников. 
София училась в Афинской школе изящных искусств в 1903—1907 годах у Константина Воланакиса, Георгия Ройлоса, Никифора Литраса и Георгия Яковидиса. Литрас был доволен студенткой и заявлял, что она сделает его гордым за свою ученицу. Её учителем был также Спиридон Викатос. Ещё будучи студенткой, София приняла участие в художественных выставках в Заппион, Общества друзей искусств и общества «Парнас», а также международной выставки Афин 1903 года. В 1906 году она выставляла свои работы вместе с художницей Талией Флора. В 1907 году выставляла свои работы на персональной выставке в здании филологического общества «Парнас». София завершила «Школу» в 1907 году. Получив стипендию Фонда Бозиоса в 1908 году София уехала продолжить учёбу в Германии. В июле София училась пейзажной живописи в Дахау у художника Von Haieck. Несколькими месяцами спустя она продолжила учёбу в Мюнхене, у художников W. Thor и S. Hollosy. Одновременно София посещала уроки композиции у Leo Putz и Max Feldbauer в «Школе госпож ассоциации художников» (Kunslerinnenverein). Кроме этого, София приняла участие в конкурсах в Германии и получила призы. Однако в начале 1910 года художница ощущала, что учёба в Мюнхене не может дать ей что либо более и собиралась уехать в Париж. Отъезд был отложен после получения письма от её возлюбленного, Периклиса Яннопулоса.

## Периклис Яннопулос

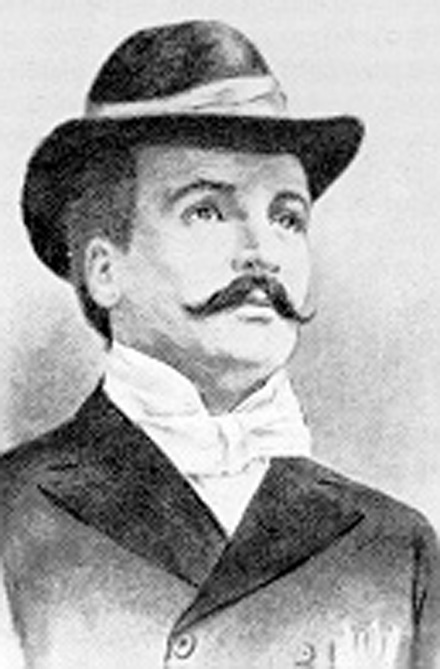
Литератор Перикл Яннопулос — рисунок работы скульптора Петроса Румбоса, с фотографии

Ещё до поступления в Афинскую школу изящных искусств, во время одной из своих художественных прогулок, София познакомилась с молодым литератором и журналистом Периклисом Яннопулосом. Знакомство стало взаимной любовью «с первого взгляда». Яннопулос был известным интеллигентом и рьяным поклонником «греческого духа». В языковом вопросе поддерживал консервативную кафаревусу. Яннопулос верил в подъём греческой нации, посредством эллино-центрического образования, и отвергал все чужеродные идеи и обычаи. Современники описывают Яннопулоса как красавца и любимца светских Афин. Яннопулос прожил 2 года в Париже, вращался в парижских литературных и художественных кругах, был дружен с Жаном Мореасому. Смерть отца (1892) послужила причиной нервного потрясения и положила конец его парижским развлечениям. Восьмимесячное пребывание в Лондоне сблизило его с течением символизма, но усугубило его душевное здоровье. Возвращение в Афины (1893) помогло ему, в значительной степени, восстановить душевное равновесие и найти себе достойное место в афинском обществе. Однако афиняне проигнорировали его манифесты «Нового духа» (1906) и «Воззвание к пан-эллинам» (1907), которые он раздавал безвозмездно, с целью распространения своих националистических идей. «Любовник греческого света», он искал его в своих прогулках на Афинском Акрополе и окрестностях Афин. В худой и высокой Софии Ласкариду он нашёл воплощение своих идеалов. София разделяла его поклонение «греческому свету» и её работа на природе стала поводом для ежедневных совместных прогулок. Но София была современной женщиной и полна решимости стать художницей. Когда Яннопулос предложил ей выйти за него замуж, София отказалась. Но их отношения продолжались все годы учёбы Софии в Афинской школе изящных искусств. Когда София собралась ехать в Германию, Яннопулос, в свою очередь, отказался следовать за ней. Яннопулос именовал западно-европейские столицы «пупами Эреба». Любовники продолжали переписываться, в ожидании возвращения Софии. Но меланхолия одолела Яннопулоса и он осуществил «идеальное самоубийство», так как он описал его своим друзьям несколькими годами ранее. 8 апреля 1910 года, верхом на белом коне, Яннопулос вошёл в море и удалившись на достаточное расстояние выстрелил себе в голову.
Тело самоубийцы было вынесено на берег волнами через 10 дней. София, встревоженная последним письмом Яннопулоса, возвращалась в Грецию и узнала о смерти своего возлюбленного в поезде. Через несколько дней после похорон, София попыталась также покончить жизнь самоубийством, но была спасена своевременным вмешательством матери. София уехала продолжать учёбу в Париж.

## Париж

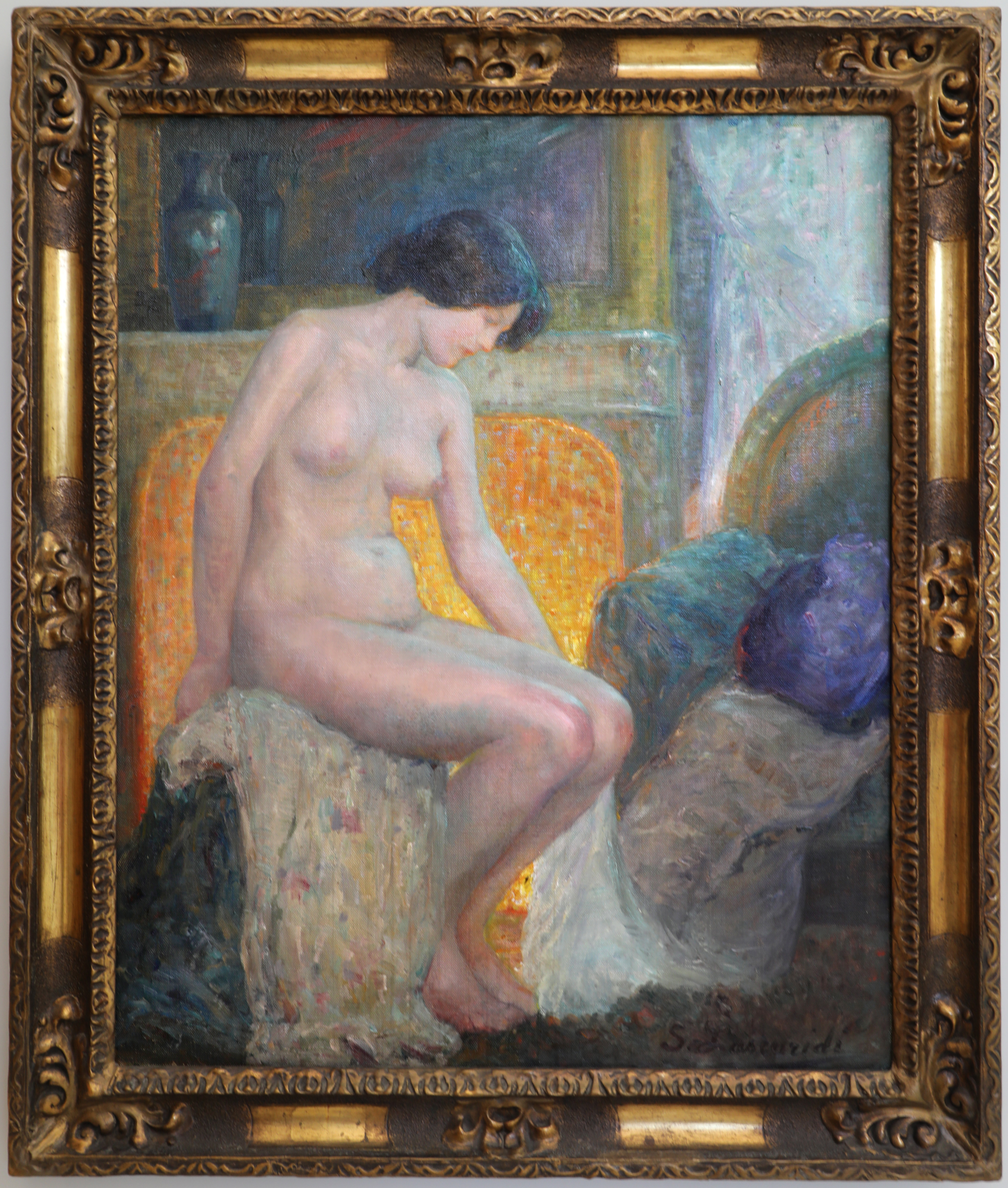
«Перед камином» (1910-1912), Национальная галерея Афин

В Πариже София открыла ателье, совместно со своей подругой, гречанкой Леной Скорделли, и продолжила учёбу в академиях Гранд-Шомьер и Коларосси (1911—1912) и у художников L.Simon и O.Bonaska (1910—1914). В годы своего пребывания в Париже, София выставляла свои работы на официальных Салонах и групповых выставках. José Belon, из тысяч художников выставивших работы в Salon des Indépendants 1911, отмечает немногих, в числе которых София Ласкариду и Лорансен, Мари. Художница писала в основном пейзажи и, несколько реже, портреты. София совершила также несколько поездок (Англия 1911 год и Венеция 1912 год), в которых почерпнула дополнительную тематику для своей работы. Несмотря на своё аристократическое происхождение, Ласкариду с гордостью писала в своих мемуарах, что её парижское ателье посетили как члены греческой королевской семьи, так и премьер-министр Греции, «наш великий Венизелос». Но уже в 1913 году, в письме из Баден-Бадена, София писала: «…я вернусь в Париж на несколько месяцев. Потом я уеду в Грецию. Там моё место. Там я должна жить и умереть».

## Греция
После смерти матери в 1916 году, София вернулась в Грецию и возглавила «Училище дошкольных преподавателей», которое в своё время было основано её матерью. Здесь София также преподавала рисунок и живопись на протяжении 31 лет. Одновременно она давала частные уроки живописи. В 1951 году она издала книгу «Серия школьного рисования и живописи», в которой представила систему своего преподавания. София продолжала писать картины и принимать участие в выставках (1917, 1919, 1924, 1927). Выставка 1927 года, где она выставлялась вместе со своими учениками, проявила также её педагогическую работу. Тематика работ художницы включала жанровые сцены, портреты, натюрморты и пейзажи, исполненные в манере импрессионизма. Выбор Софии давать своим картинам титулы на димотике, вовлёк её в полемику языкового вопроса. С.Дафнис писал, что он более восхищался титулами, нежели самими картинами Софии. В то же время, сторонники кафаревусы были возмущены её заявлением, что титулы на консервативном языке делают тематику картин холодной. С 1930 года её участие в выставках стало редким. К тому же она стала выставлять в основном картины прошлых лет. В 1953 году София Ласкариду была награждена Афинской академией наук за свой вклад в греческую живопись. В 1955 году София издала свою автобиографическую книгу «Из моего дневника. Воспоминания и мысли», где, в основном, описывала годы своей учёбы в Мюнхене и Πариже. Через 5 лет, в 1960 году, она издала книгу «Из моего дневника. Дополнение: Большая любовь», где описывала свою любовь и отношения с Периклом Яннопулосом. Её любовная история была тем, что художница хотела оставить после себя. В последние годы своей жизни она «жила полностью в этой ретроспективной любви» с угрызениями совести о кончине возлюбленного. Последние годы своей жизни художница жила уединённо в своём доме в Калитее, принимая посетителей только в первое воскресение каждого месяца. Художница умерла 13 ноября 1965 года

## Галерея Софии Ласкариду
Долгие годы дом Ласкаридисов, в когда-то загородной Калитее, ныне самом густонаселённом районе больших Афин, был заброшен. Соседи пугали детей привидением художницы, бродившей ночами по заброшенному дому. Учитывая тот факт, что дом был одним из первых строений Калитеи, был построен по проекту Эрнста Циллера и был связан с семьёй Ласкаридисов, муниципалитет Калитеи принял решение о реставрации дома. В 2002 году в отреставрированном доме Ласкаридисов была открыта Муниципальная галерея Калитеи — София Ласкариду. На церемонии открытия присутствовали президент Греции и председатель парламента. В здании организован музей Софии Ласкариду и экспозиция её работ, именуемая «История первой греческой художницы — София Ласкариду — Переворот в истеблишменте».

## Христина Грамматикопулу о художнице
Искусствовед Х. Грамматикопулу свою работу о художнице озаглавила «От действительности к мифу», считая, что это самый характерный подобный пример в греческом искусстве. Она пишет, что память о Лазариду осталась живой, хотя её работы долгое время оставались забытыми. Искусствовед пишет, что когда она «вынесла на свет» 339 работ Софии, обнаружив тайные эксперименты художницы с кубизмом, абстракционизмом и сюрреализмом, то постоянно присутствовала фраза: «Не та ли это Лазариду, которая …». София была известна не столько как художница, но как личность, вступившая в конфликт с устоями своей эпохи. Её личность, с начала деятельности, вызывала интерес современных ей журналистов и художников и этот их интерес влияет и сегодня на оценку художницы. Постепенно личности стали придавать всё большее значение, в результате чего интерес был смещён с произведений художницы на неё саму. 40 лет после смерти художницы, её работа ушла в безвестность, в то время как она сама является известной личностью-мифом, посредством телесериалов, театральных постановок, романов и статей. София сыграла ключевую роль в этом процессе, делая акцент в своей автобиографии на свою жизнь, нежели на своё творчество. Искусствовед отмечает, что когда София принимала участие в выставках конца XIX века «средние» греческие критики не были готовы к радикальным выражениям модернизма, но были готовы принять более «мягкое» его выражение, где манера была свободная, но тема не была «нечитаемой», что в полной мере относится к работам Софии. Хотя критика до 1907 писала, что её работы «скорее всего модернистские и необычны для рядовой публики», её картины легко находили покупателей. Отзывы критики были благоприятными. Имелись и негативные отзывы об «этом цвете экземы» и о «аномалии мазка, который выдаёт аномалию вдохновения». Д.Галанис отмечал технику Софии, когда «краска, положенная килограммами, выпирает из полотна, придаёт жизнь и силу работе». Симеон Саввидис считал, что в работах Софии «достаточно много поэзии». Талия Флора писала, что работы Софии «были оригинальными и она признавалась пионером импрессионизма». Коллеги сразу заметили Софию и увидели в её работе элементы, ставшие понятными публике только после первого десятилетия XX века. В начале карьеры художница обратилась к пейзажу. Это связано как с тем что она жила в загородной Калитее, так и с тем, что она начала писать и только затем получила художественное образование, достаточное чтобы обратиться к человеческой фигуре. В ту эпоху пейзаж играл большую роль в поисках «эллинского» и формировании особого, греческого, искусства. Её современники считали, что сущность «эллинизма» исходит из греческого пейзажа, ослепительного света, нейтрализующего практически все цвета и упрощавшего контуры. Для критиков эпохи, греческий пейзаж нёс идеологическую нагрузку и включал в себя «неизменную душу эллинизма на протяжении веков». «Греческий свет» представлялся отдельной сущностью, с особым символизмом. София, выражавшаяся в основном светом и цветом- сумела уловить этот свет, что не прошло незамеченным: «нигде Греческий свет не может быть уловлен столь уверенно и правдиво, как на картине Ласкариду». Это признание имеет большой вес в эпоху поиска особого, греческого, искусства. Критики отмечали, что большинство художников учились за границей и принимали манеру, чуждую греческой традиции и действительности. Они считали, что следует порвать с Западом, поскольку «Запад уже парализован и там школы однодневки диктуют моду». Софию хвалили за то, что она выбирала «греческие темы» и за то как она их писала. Отмечалось, что её пейзажи были результатом поездок по всей Греции и работы en plein air. Восхищались её смелостью работать в одиночку, вне ателье, не обращая внимание на каноны поведения женщин. Пол художницы не занимал критиков. Но замечание что её работы «мужские и серьёзные», говорит о том, что её принимали как исключение в мужском искусстве. Критиков занимал её внешний облик (высокая, со странной причёской), видя в ней фигуру, которая сама происходит из картины модернизма. Её образ отождествлялся с образом «новой женщины» в литературе и живописи. Этот образ со временем создал миф Ласкариду. После её отъезда в Германию в 1908 году, газеты перепечатывали сообщения о успехах Софии из западных газет, несмотря на свою настороженность к новым художественным течениям. Когда София вернулась в Грецию в 1916 году, она была уже признанной художницей. В межвоенный период работы Софии отмечаются критиками как выражение предыдущей эпохи. После 1927 года София организовала персональную выставку только 1952 году. В этот период интерес публики переместился с её работ к её жизни приняв мифологический характер. Интерес к Софии вновь появился в 50-е годы. Но это был более интерес к её жизни и прошедшей эпохе нежели к её работам.